# Dombeya dolichophylla
Dombeya dolichophylla är en malvaväxtart som beskrevs av Arenes. Dombeya dolichophylla ingår i släktet Dombeya och familjen malvaväxter. Inga underarter finns listade i Catalogue of Life.